# درو گیلپین فاوست
 درو گیلپین فاوست (انگلیسی: Drew Gilpin Faust؛ زاده ۱۸ سپتامبر ۱۹۴۷) مورخ اهل ایالات متحده آمریکا است.